# Ischaemum diplopogon
Ischaemum diplopogon là một loài thực vật có hoa trong họ Hòa thảo. Loài này được Hook.f. mô tả khoa học đầu tiên năm 1896.